# Pensée unique
Pour les articles homonymes, voir Unique.
 (octobre 2021).
La mise en forme du texte ne suit pas les recommandations de Wikipédia : il faut le « wikifier ».
Les points d'amélioration suivants sont les cas les plus fréquents. Le détail des points à revoir est peut-être précisé sur la page de discussion.
- Les titres sont pré-formatés par le logiciel. Ils ne sont ni en capitales, ni en gras.
- Le texte ne doit pas être écrit en capitales (les noms de famille non plus), ni en gras, ni en italique, ni en « petit »…
- Le gras n'est utilisé que pour surligner le titre de l'article dans l'introduction, une seule fois.
- L'italique est rarement utilisé : mots en langue étrangère, titres d'œuvres, noms de bateaux, etc.
- Les citations ne sont pas en italique mais en corps de texte normal. Elles sont entourées par des guillemets français : « et ».
- Les listes à puces sont à éviter, des paragraphes rédigés étant largement préférés. Les tableaux sont à réserver à la présentation de données structurées (résultats, etc.).
- Les appels de note de bas de page (petits chiffres en exposant, introduits par l'outil «  Source ») sont à placer entre la fin de phrase et le point final[comme ça].
- Les liens internes (vers d'autres articles de Wikipédia) sont à choisir avec parcimonie. Créez des liens vers des articles approfondissant le sujet. Les termes génériques sans rapport avec le sujet sont à éviter, ainsi que les répétitions de liens vers un même terme.
- Les liens externes sont à placer uniquement dans une section « Liens externes », à la fin de l'article. Ces liens sont à choisir avec parcimonie suivant les règles définies. Si un lien sert de source à l'article, son insertion dans le texte est à faire par les notes de bas de page.
- La présentation des références doit suivre les conventions bibliographiques. Il est recommandé d'utiliser les modèles {{Ouvrage}}, {{Chapitre}}, {{Article}}, {{Lien web}} et/ou {{Bibliographie}}. Le mode d'édition visuel peut mettre en forme automatiquement les références.
- Insérer une infobox (cadre d'informations à droite) n'est pas obligatoire pour parachever la mise en page.

Pour une aide détaillée, merci de consulter Aide:Wikification.
Si vous pensez que ces points ont été résolus, vous pouvez retirer ce bandeau et améliorer la mise en forme d'un autre article.
L'expression « pensée unique » est généralement utilisée dans le monde politico-médiatique européen pour accuser de conformisme les idées considérées comme majoritaires dans leurs pays respectifs et dans l'Europe communautaire, surtout depuis le dernier quart du XXe siècle.
Elle vise à dénoncer :
- pour les uns ce qu'ils considèrent comme une domination idéologique qui promeut certains choix de société, présentés comme seuls légitimes, concernant l'économie, l'intégration européenne, la libéralisation des mœurs, l'immigration, etc.
- pour les autres ce qu'ils voient comme la permanence d'un esprit étatique, collectiviste, centralisateur et nationaliste promu comme seule voie respectable pour servir l'intérêt général et devant primer les libertés et responsabilités individuelles ainsi que l'ouverture sur le monde[réf. nécessaire].

Des groupes ayant chacun une pensée déterminée peuvent s'accuser mutuellement d'avoir une « pensée unique ». Il s'agit alors en fait d'une pensée de groupe.

## Histoire
Pour une majorité de spécialistes français et internationaux, Jean-François Kahn est « l'inventeur de l'expression » ainsi que « l'inventeur du concept » et le premier à avoir parlé de pensée unique au début des années 1990 dans les colonnes de L'Événement du jeudi. Il aurait su « le premier capturer dans une formule choc une tendance de l'opinion française ». C'est lui qui aurait popularisé son usage en France dès 1991 dans un article de L'Événement du jeudi, puis à travers son best-seller de 1995 intitulé La Pensée unique. Il semblerait cependant que le premier usage de son expression date de janvier 1992 dans un éditorial intitulé « Les Risques de la pensée unique », et publié à l'occasion de l'Affaire Habache, secrétaire général du FPLP venu se faire soigner en France d'une attaque cérébrale en janvier 1992. Le mot est repris immédiatement et il connaît une vogue instantanée. Les interprétations « à chaud » sont variables. Ainsi, le psychiatre Guy Laval soutient que ce que Jean-François Kahn nomme « pensée unique » est en fait « un néo-libéralisme a-contradictoire ». 
Pour l'avocat serbe Vladimir Vukadinovic, c'est « l'inertie de nos grands moyens d'expression » que « Jean-François Kahn, qui […] n'est jamais à court de bonnes formules, a appelé […] la pensée unique ». Enfin, pour l'historien et philosophe Lucien Jerphagnon, Kahn nomme « pensée unique » « l'ère du vide obligatoire ».
D'après Ignacio Ramonet, la pensée unique libérale se fonde sur un principe fondamental, « l’économique l’emporte sur le politique », et s'articule autour de plusieurs concepts-clés : le marché, la concurrence et la compétitivité, le libre-échange, la mondialisation commerciale et financière, la division internationale du travail, la monnaie forte, la déréglementation, la privatisation, la libéralisation.
La pensée unique est l'une des critiques adressées à l'économie en tant que discipline académique.